# Vjatjeslav Kononov
Vjatjeslav Kononov (ryska: Вячеслав Кононов), är en sovjetisk kanotist.
Han tog bland annat VM-guld i K-2 10000 meter i samband med sprintvärldsmästerskapen i kanotsport 1970 i Köpenhamn.